# Эратосфенский период
Эратосфенский период — период геологической истории Луны, начавшийся 3,2 млрд лет назад и продолжавшийся 2,1 млрд. лет. Этот период отмечен затуханием вулканической деятельности на Луне, наряду со снижением частоты ударных событий до современного уровня. На отдельных участках лунной поверхности спорадические излияния лав продолжались до конца периода.
Редкие кратеры, образовавшиеся в эратосфенский период не перекрыты потоками лавы, сохранили первичную структуру вала и вторичные кратеры, но утратили светлые лучевые системы. Типичным представителем таких кратеров является Эратосфен, давший название периоду.